# Casting Crowns
Casting Crowns ist eine christliche Softrock-Band aus den Vereinigten Staaten.

## Geschichte
Die Band wurde 2003 vom Jugendpastor Mark Hall in Atlanta gegründet. Die Band spielt regelmäßig in der Eagle’s Landing First Baptist Church in McDonough, Georgia. Ihre beiden ersten Alben Casting Crowns und Lifesong erreichten in den USA Platinstatus, ebenso wie die beiden Live-Alben Live in Alabama und Lifesong Live. Das nächste Album The Altar and the Door erreichte mit Platz 2 in den Billboard 200 ihre bislang höchste Chartplatzierung und wurde ebenso wie Studioalbum Nummer 4 Peace on Earth (2008) mit Gold ausgezeichnet.
Für Lifesong erhielten sie 2006 einen Grammy in der Kategorie „Bestes zeitgenössisches Pop-Gospelalbum“. 2007 gewannen sie bei den American Music Awards den Award als „Contemporary Inspirational Artist of the Year“. Im selben Jahr erhielten sie bei den GMA Dove Awards Auszeichnungen als „Band des Jahres“ und für „Song des Jahres - zeitgenössische Pop-Musik“.

## Diskografie
Studioalben

| Jahr | Titel                             | Höchstplatzierung, Gesamtwochen, AuszeichnungChartplatzierungen (Jahr, Titel, Platzierungen, Wochen, Auszeichnungen, Anmerkungen) | Höchstplatzierung, Gesamtwochen, AuszeichnungChartplatzierungen (Jahr, Titel, Platzierungen, Wochen, Auszeichnungen, Anmerkungen) | Höchstplatzierung, Gesamtwochen, AuszeichnungChartplatzierungen (Jahr, Titel, Platzierungen, Wochen, Auszeichnungen, Anmerkungen) | Anmerkungen                                                   |
| Jahr | Titel                             | CH | US | Christ | Anmerkungen                                                   |
| ---- | --------------------------------- | --- | --- | --- | ------------------------------------------------------------- |
| 2001 | Casting Crowns                    | — | — | — | Erstveröffentlichung: 2001                                    |
| 2002 | What If the World Prayed          | — | — | — | Erstveröffentlichung: 1. Juli 2002                            |
| 2003 | Casting Crowns                    | — | US59 ×2Doppelplatin · (90 Wo.)US                                                                                                  | Christ2 (132 Wo.)Christ | Erstveröffentlichung: 7. Oktober 2003 Verkäufe: + 2.000.000   |
| 2005 | Lifesong                          | — | US9 Platin · (75 Wo.)US | Christ1 (104 Wo.)Christ | Erstveröffentlichung: 30. August 2005 Verkäufe: + 1.000.000   |
| 2007 | The Altar and the Door            | — | US2 Platin · (91 Wo.)US | Christ1 (78 Wo.)Christ | Erstveröffentlichung: 28. August 2007 Verkäufe: + 1.000.000   |
| 2009 | Until the Whole World Hears       | — | US4 Platin · (69 Wo.)US | Christ1 (167 Wo.)Christ | Erstveröffentlichung: 17. November 2009 Verkäufe: + 1.000.000 |
| 2011 | Come to the Well                  | — | US2 Gold · (83 Wo.)US | Christ1 (78 Wo.)Christ | Erstveröffentlichung: 18. Oktober 2011 Verkäufe: + 500.000    |
| 2013 | The Acoustic Sessions: Volume One | — | US35 (13 Wo.)US | Christ2 (56 Wo.)Christ | Erstveröffentlichung: 22. Januar 2013                         |
| 2014 | Thrive                            | — | US6 Gold · (73 Wo.)US | Christ1 (146 Wo.)Christ | Erstveröffentlichung: 28. Januar 2014 Verkäufe: + 500.000     |
| 2016 | The Very Next Thing               | CH97 (1 Wo.)CH | US9 (14 Wo.)US | Christ1 (138 Wo.)Christ | Erstveröffentlichung: 16. September 2016                      |
| 2018 | Only Jesus                        | — | US42 (5 Wo.)US | Christ2 (255 Wo.)Christ | Erstveröffentlichung: 16. November 2018                       |
| 2019 | New York Sessions                 | — | — | — | Erstveröffentlichung: 29. November 2019                       |
| 2022 | Healer                            | — | US76 (2 Wo.)US | Christ1 (92 Wo.)Christ | Erstveröffentlichung: 14. Januar 2022                         |